# Lluís Hernàndez i Sonali
Lluís Hernàndez i Sonali (Pont de Suert, 1956) és un escriptor català.
Es va llicenciar en filologia Hispànica per la Universitat de Barcelona i posteriorment es va doctorar en ciències per la Universitat Politècnica de Catalunya. A nivell professional treballa com a professor en un centre de Pineda de Mar. Com a escriptor, va ser finalista del premi Pere Calders l'any 2002 amb l'obra Palativarius i va guanyar el Premi Joaquim Ruyra de narrativa juvenil amb Laura i els àngels l'any 2005. Va guanyar el premi Folch i Torres amb l'obra Certificat C-99 +, seleccionada també a White Ravens 2009. També és autor de l'obra Descobrint Mercè Rodoreda, que té com a principal finalitat la divulgació de la figura en el món de la secundària.